# Солнечный удар
Солнечный удар (лат. apoplexia solaris; гелиоз) — разновидность теплового удара, болезненное состояние, расстройство работы головного мозга вследствие интенсивного или продолжительного воздействия солнечного света на поверхность головы.

## Симптомы
Солнечный удар сопровождается головной болью, слабостью, рвотой, повышением температуры тела (иногда выше 40 °С), нарушениями пульса, судорогами и другими симптомами. В тяжелых случаях — комой и даже смертью (так, в частности, солнечный удар стал побудительной причиной смерти генерала Глиноецкого). Симптомы перегревания усугубляются при повышении влажности окружающей среды.

## Патогенез
Под продолжительным воздействием интенсивных инфракрасных лучей солнца нагревается кожа. Вследствие рефлекторного импульса с кожных рецепторов на кору мозга, передающегося обратно к сосудистой системе, гиперемируются кожные сосуды. Расширение последних сопровождается экссудацией и эмиграцией лейкоцитов в тканевые пространства кожи и подкожной клетчатки. Одновременно ультрафиолетовые лучи своим фотохимическим эффектом вызывают изменения тканевого белка, распад лейкоцитов и молодого эпителия кожи. В результате поступления в организм продуктов распада начинается повышение теплопродукции, которое не может быть устранено рефлекторным усилением теплоотдачи в силу высокой температуры окружающего воздуха.

## Первая помощь
Пострадавшего необходимо перенести в тень, сделать холодный компресс, использовать влажные обёртывания и т. п. В тяжелых случаях — искусственное дыхание.
Солнечный удар может проявиться на следующий день, спустя 6–10 часов.
- Необходимо зайти в дом, снять лишнюю одежду.
- Исключить физическую активность и пить больше воды.
- Обернуть тело прохладным влажным полотенцем. Можно обмахивать пострадавшего человека веером, протирать прохладной, но не ледяной водой.
- При первых признаках потери сознания рекомендуется вдохнуть пары 10-процентного раствора аммиака (нашатырного спирта), лечь на бок.
- При ухудшении симптомов (тошнота и головокружение), следует вызвать скорую помощь.
- Если вы перевозите в больницу человека, пострадавшего от солнечного удара, в дороге он должен лежать[6].

## Профилактика
Во избежание солнечных ударов в жаркую солнечную погоду рекомендуется носить лёгкие головные уборы из светлого материала, сильнее отражающего солнечный свет, и такую же одежду, не мешающую испарению. Будет полезным уменьшить нагрузки и делать более частые перерывы во время работы и при передвижениях под солнечными лучами. Важно избегать переполнения желудка и употребления алкоголя; предупредительной мерой является обильное введение жидкости. Избегать пребывание на солнце с 11 до 15-16 часов.
Специалисты NIOSH разработали рекомендации по сбережению здоровья работников, подвергающихся воздействию нагревающего микроклимата.

## Солнечный удар у животных
Солнечный удар возникает при длительном пребывании животных под солнцем, при перегонах по открытой местности. Поражению способствуют переутомление, слабость сердца. В начале болезни появляются признаки утомления. В выраженных и тяжёлых случаях болезни появляются признаки, характерные для гиперемии мозга и его оболочек. Животное возбуждено, возникают приступы буйства, стремление двигаться вперёд, фибриллярные подергивания мышц, статическая и динамическая атаксия. Вскоре наступает коматозное состояние, животное падает и лежит без движения или совершает плавательные движения конечностями.
Лечение: животное без промедления помещают в тень деревьев или навеса и освобождают от работы, как только появляются признаки заболевания. К голове и области сердца прикладывают холодные компрессы (лёд). При наличии отечных хрипов в лёгких прибегают к кровопусканию, вливанию в прямую кишку тёплой воды. При возбуждении животных назначают морфин, хлоралгидрат, бромистые препараты.